# Vojtěch Trojan
Vojtěch Trojan (* 18. srpna 1999 Liberec) je český reprezentant ve sportovním lezení (lezení na obtížnost a bouldering), mistr ČR, juniorský mistr ČR a vítěz Českého poháru mládeže v lezení na obtížnost dřívější člen horolezeckého oddílu HO Komorní výtah Liberec s trenérkou Eliškou Karešovou.V roce 2015 Vojtěch spadl z výšky 8 metrů v Jablonecké Makak aréně po špatném navázání lana utrpěl spoustu zranění ale ze všeho se bez velkých následků dostal. Nyní trénuje samostatně. Vojtěch na přelomu roku 2018 a 2019 vylezl Španělské 9a(11 UIAA) "A muerte" v Siuraně (1 měsíc po vítězství MČR v boulderingu). V září roku 2019 potom vylezl Der Heilige Gral (9a) Ve Frankenjuře po neuvěřitelných 30 dnech pokusování.

## Výkony a ocenění

### Závodní výsledky
| Mistrovství ČR | Mistrovství ČR | Mistrovství ČR |
| Rok            | 2015           | 2016           |
| -------------- | -------------- | -------------- |
| Obtížnost      | 1              | 9              |
| Bouldering     | 4              | —              |

| Český pohár | Český pohár   | Český pohár      |
| Rok         | 2015          | 2016             |
| ----------- | ------------- | ---------------- |
| Obtížnost   | 7             | 12               |
| jednotlivě  | ,-,-,14       | 9,-,5,19-21      |
|             |               |                  |
| Bouldering  | 24            | 47               |
| jednotlivě  | 4,14,-,-,-,35 | 23,-,-,-,21-22,- |

| Mistrovství světa juniorů | Mistrovství světa juniorů |
| Rok                       | 2016 kat. A               |
| ------------------------- | ------------------------- |
| Obtížnost                 | 22                        |
| Bouldering                | 38                        |

| Mistrovství Evropy juniorů | Mistrovství Evropy juniorů | Mistrovství Evropy juniorů | Mistrovství Evropy juniorů | Mistrovství Evropy juniorů |
| Rok                        | 2013 kat. B                | 2014 kat. B                | 2015 kat. A                | 2016 kat. A                |
| -------------------------- | -------------------------- | -------------------------- | -------------------------- | -------------------------- |
| Obtížnost                  | 24                         | 6                          | 14                         | 19                         |
| Bouldering                 | —                          | 25                         | —                          | —                          |

| Evropský pohár juniorů (nalevo jsou poslední závody v roce) | Evropský pohár juniorů (nalevo jsou poslední závody v roce) | Evropský pohár juniorů (nalevo jsou poslední závody v roce) | Evropský pohár juniorů (nalevo jsou poslední závody v roce) | Evropský pohár juniorů (nalevo jsou poslední závody v roce) |
| Rok                                                         | 2013 kat. B                                                 | 2014 kat. B                                                 | 2015 kat. A                                                 | 2016 kat. A                                                 |
| ----------------------------------------------------------- | ----------------------------------------------------------- | ----------------------------------------------------------- | ----------------------------------------------------------- | ----------------------------------------------------------- |
| Obtížnost                                                   | 31                                                          | 8                                                           | 21                                                          | 24                                                          |
| jednotlivě                                                  | -,24                                                        | 6,17                                                        | 26,14,29,15                                                 | 19,24                                                       |
|                                                             |                                                             |                                                             |                                                             |                                                             |
| Bouldering                                                  | —                                                           | 30-35                                                       | 32-33                                                       | 50-51                                                       |
| jednotlivě                                                  | —                                                           | 25,25,-                                                     | -,26                                                        | -,-,23,32,-                                                 |

| Mistrovství ČR mládeže | Mistrovství ČR mládeže | Mistrovství ČR mládeže | Mistrovství ČR mládeže |
| Rok                    | 2011 kat. C            | 2012 kat. C            | 2013 kat. B            |
| ---------------------- | ---------------------- | ---------------------- | ---------------------- |
| Obtížnost              | 1                      | 2                      | 3                      |

| Český pohár mládeže | Český pohár mládeže | Český pohár mládeže | Český pohár mládeže | Český pohár mládeže |
| Rok                 | 2010 kat. D         | 2011 kat. C         | 2012 kat. C         | 2013 kat. B         |
| ------------------- | ------------------- | ------------------- | ------------------- | ------------------- |
| Obtížnost           | 3                   | 1                   | 2                   | 3                   |
| jednotlivě (7/5/8)  | ,4,,                | ,,5,                | ,,-,,               | ,                   |